# Балашов, Александр Георгиевич
Александр Георгиевич Балашов (24 марта 1925, Казахстан — 3 февраля 1999) — командир отделения моторизировано инженерной разведывательной роты гвардии сержант — на момент представления к награждению орденом Славы 1-й степени.

## Биография
Родился 24 марта 1925 года в городе Уральск Западно-Казахстанской области Республики Казахстан. В 1942 году окончил 10 классов средней школы № 2.
В январе 1943 года был призван в Красную Армию Уральским горвоенкоматом. В запасном полку прошёл подготовку и получил специальность бронебойщика. С декабря 1943 года участвовал в боях с захватчиками на 3-м Украинском фронте, в составе 102-го гвардейского стрелкового полка 35-й гвардейской стрелковой дивизии. Отличился в первых же боях.
19 декабря 1943 года близ населённого пункта Новониколаевка гвардии сержант Балашов, действуя в составе танкового десанта, уничтожил несколько противников. Будучи раненым, после перевязки, вернулся к оружию, остался в строю.
Приказом по частям 25-я гвардейской стрелковой дивизии от 15 января 1944 года гвардии сержант Балашов Александр Георгиевич награждён орденом Славы 3-й степени.
В марте 1944 года был тяжело ранен. После госпиталя был направлен в разведку, в моторизированную инженерную разведывательную роту 64-й инженерно-сапёрной бригады. В составе этой части прошёл до конца войны.
В ночь на 1 августа 1944 года действую в составе разведотряда 8-й гвардейской армии гвардии сержант Балашов одним из первых преодолел реку Висла в районе города Магнушев. Проникнув в тыл противника, добыл важные сведения о группировке и сосредоточении противника в указанном районе и доставил их командованию. Был представлен к награждению орденом Красного Знамени.
Приказом по войскам 8-й гвардейской армии от 15 августа 1944 года гвардии сержант Балашов Александр Георгиевич награждён орденом Славы 2-й степени.
В нескольких разведвыходах в феврале и марте 1945 года грамотно проводил разведку характера обороны и инженерных сооружений противника, и решительно действовал при возвращении групп на свои позиции. Был награждён орденом Красной Звезды.
16 апреля 1945 года гвардии сержант Балашов с тремя бойцам проник в тыл противника в районе города Зелов и собрал ценные разведданные о системе обороны врага. В столкновении с противником истребил несколько противников. 19 апреля с бойцами предотвратил подрыв ж.-д. моста, который был использован для продвижения наших войск на Берлин.
Указом Президиума Верховного Совета СССР от 15 мая 1946 года гвардии сержант Балашов Александр Георгиевич награждён орденом Славы 1-й степени. Стал полным кавалером ордена Славы.
После войны продолжал службу в армии. В апреле 1949 года старшина Балашов был демобилизован.
Вернулся на родину. Пошёл работать в школу. В 1956 году вступил в компартию. В 1959 году окончил Уральский педагогический институт им. А. С. Пушкина. Являлся заместителем председателем Уральского отделения Советского фонда мира. Как журналист и писатель, часто публиковался в областных и республиканских изданиях. Жил в городе Уральск.
Скончался 3 февраля 1999 года.
Награждён орденами Отечественной войны 1-й степени, Красной Звезды, Славы 1-й, 2-й, 3-й, медалями.